# Grayland
Grayland ist ein Census-designated place (CDP) im Grays Harbor County, US-Bundesstaat Washington, Vereinigte Staaten. In diesem Ort ist der Sportreporter Colin Cowherd aufgewachsen.

## Geographie
Grayland liegt bei 46° 49′ N, 124° 6′ W.
Nach Angaben des United States Census Bureaus, hat der CDP eine Fläche von 17,7 km², die vollständig auf Land entfallen.
Die nächstgelegene Fernstraße ist U.S. Highway 101, zu welchem die Verbindung über die Washington State Route 105 besteht.

## Demographie
Zum Zeitpunkt des United States Census 2000 bewohnten 1002 Personen den Ort. Die Bevölkerungsdichte betrug 56,6 Personen pro km². Es gab 32.489 Wohneinheiten, durchschnittlich 51 pro km². Die Bevölkerung von Grayland bestand zu 95,11 % aus Weißen, 0,40 % Schwarzen oder African American, 0,90 % Native American, 0,50 % Asian, 1,70 % gaben an, anderen Rassen anzugehören und 1,40 % nannten zwei oder mehr Rassen. 2,89 % der Bevölkerung erklärten, Hispanos oder Latinos jeglicher Rasse zu sein.
Die Bewohner von Grayland verteilten sich auf 502 Haushalte, von denen in 16,1 % Kinder unter 18 Jahren lebten. 43,2 % der Haushalte stellten Verheiratete, 6,8 % hatten einen weiblichen Haushaltsvorstand ohne Ehemann und 45,2 % bildeten keine Familien. 35,1 % der Haushalte bestanden aus Einzelpersonen und in 15,3 % aller Haushalte lebte jemand im Alter von 65 Jahren oder mehr alleine. Die durchschnittliche Haushaltsgröße betrug 2,00 und die durchschnittliche Familiengröße 2,54 Personen.
Die Bevölkerung verteilte sich auf 15,5 % Minderjährige, 4,5 % 18–24-Jährige, 22,6 % 25–44-Jährige, 31,5 % 45–64-Jährige und 25,9 % im Alter von 65 Jahren oder mehr. Das Durchschnittsalter betrug 50 Jahre. Auf jeweils 100 Frauen entfielen 102,0 Männer. Bei den über 18-Jährigen entfielen auf 100 Frauen 101,2 Männer.
Das mittlere Haushaltseinkommen in Grayland betrug 25.776 US-Dollar und das mittlere Familieneinkommen erreichte die Höhe von 36.979 US-Dollar. Das Durchschnittseinkommen der Männer betrug 35.833 US-Dollar, gegenüber 36.161 US-Dollar bei den Frauen. Das Pro-Kopf-Einkommen in diesem CDP war 21.723 US-Dollar. 9,9 % der Bevölkerung und 19,3 % der Familien hatten ein Einkommen unterhalb der Armutsgrenze, davon waren 49,6 % der Minderjährigen und 15,2 % der Altersgruppe 65 Jahre und mehr betroffen.